# 사탕야자
사탕야자(학명: Arenga pinnata 아렝가 핀나타[*])는 종려과의 나무이다.

## 분포
남아시아와 동남아시아에 분포한다. 말레이시아, 미얀마, 베트남, 인도, 인도네시아, 태국, 필리핀이 원산지이다.

## 쓰임새
수액이 재거리나 야자당을 만드는 데 쓰인다. 인도네시아에서는 수액을 발효시켜 야자술인 라항을 만들기도 한다.

## 사진 갤러리

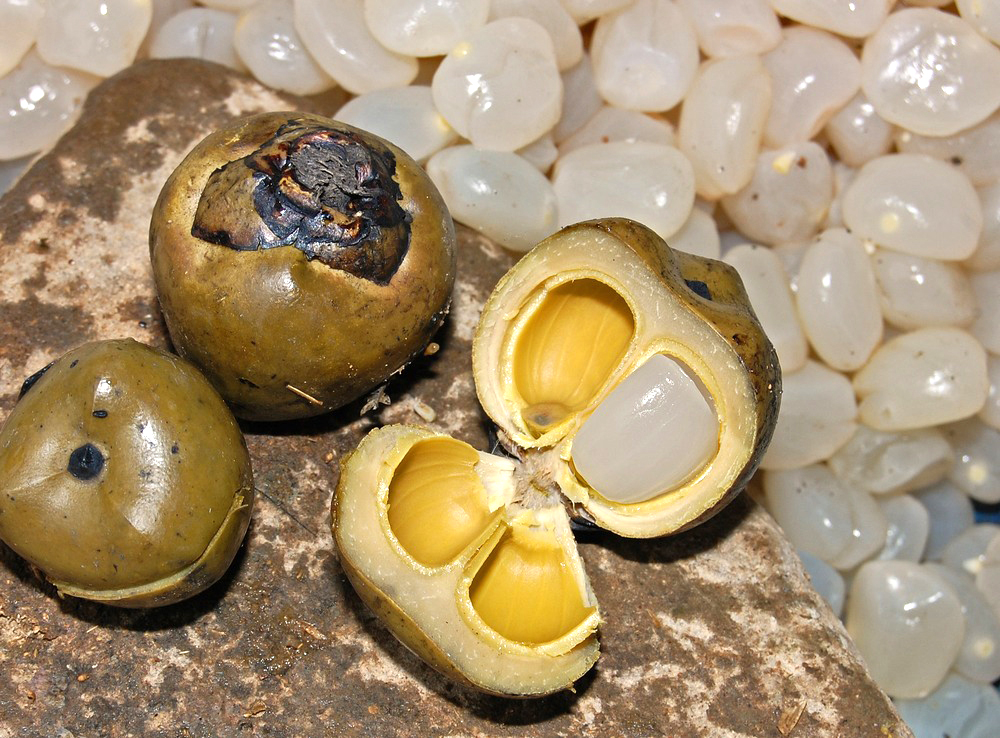
사탕야자 열매
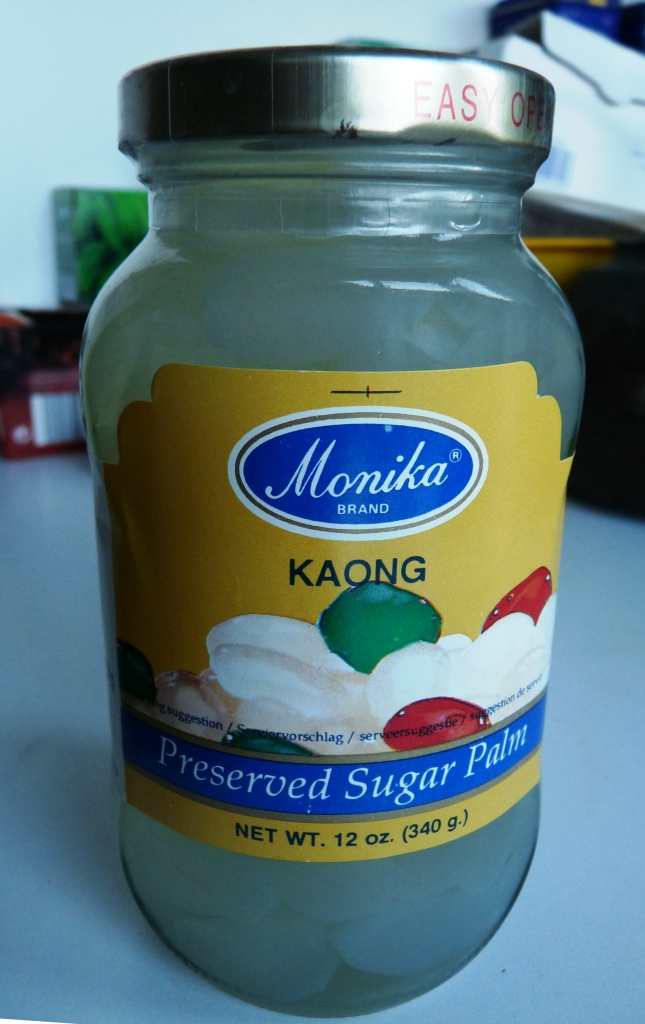
사탕야자 병조림
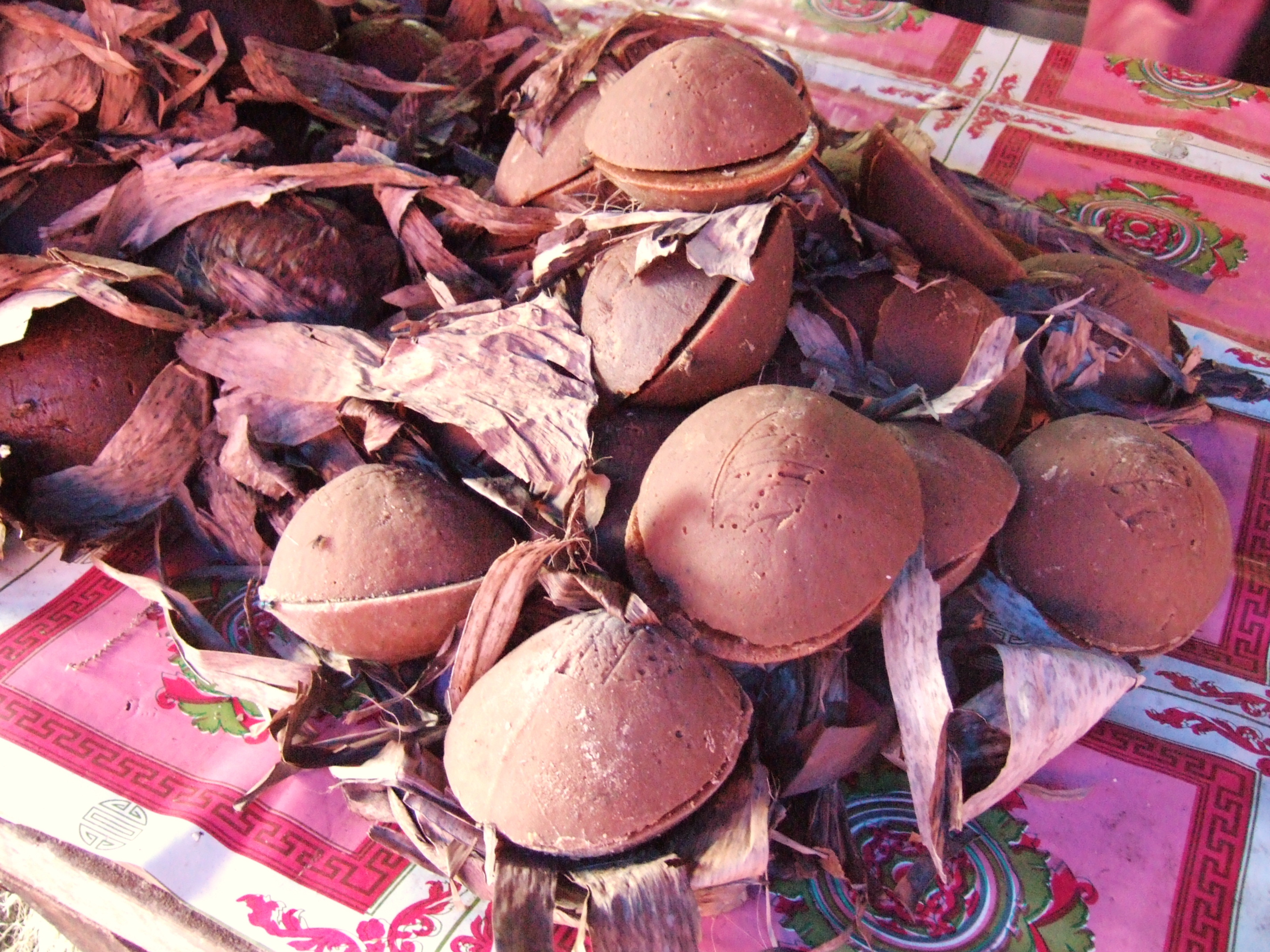
인도네시아의 재거리(야자당)
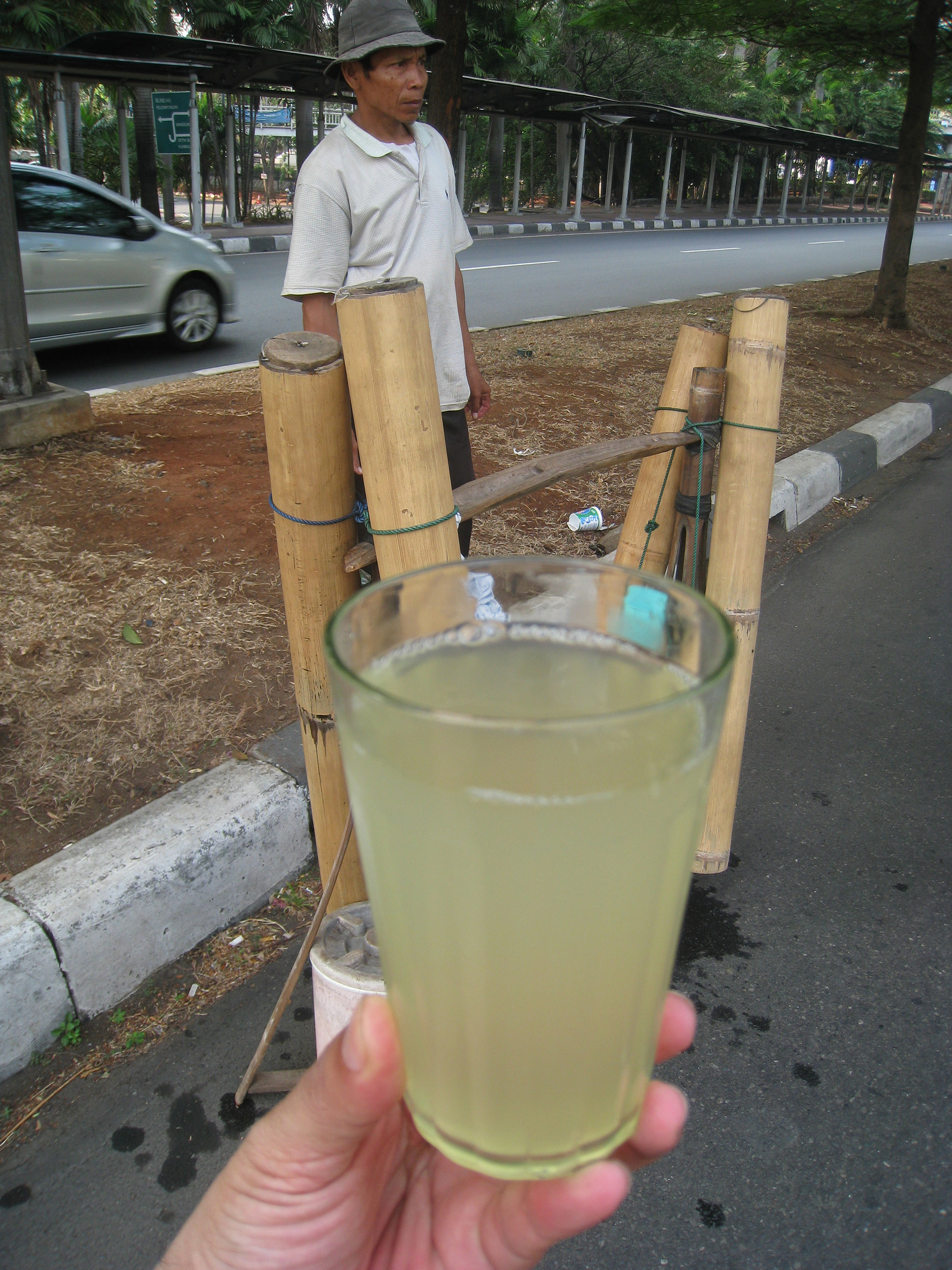
인도네시아의 라항 (야자술)